# Nick Jensen
Pour les articles homonymes, voir Jensen.
Ne doit pas être confondu avec Nicklas Jensen.
Nick Jensen (né le 21 septembre 1990 à Saint Paul dans l'État du Minnesota aux États-Unis) est un joueur professionnel américain de hockey sur glace. Il évolue au poste de défenseur.
Son oncle Steve Jensen et son cousin Joe Jensen sont également des joueurs de hockey professionnels.

## Biographie
Le 22 février 2019, les Red Wings de Détroit échangent Nick Jensen et un choix de 5e ronde au repêchage 2019 de la LNH aux Capitals de Washington en retour de Madison Bowey et d'un choix de 2e ronde en 2020.

## Statistiques

### En club
| Saison     | Équipe                   | Ligue      |     | Saison régulière | Saison régulière | Saison régulière | Saison régulière | Saison régulière |   | Séries éliminatoires | Séries éliminatoires | Séries éliminatoires | Séries éliminatoires | Séries éliminatoires |
| Saison     | Équipe                   | Ligue      | PJ  | B                | A                | Pts              | Pun              | PJ               | B | A                    | Pts                  | Pun                  |                      |                      |
| 2008-2009  | Gamblers de Green Bay    | USHL       | 52  | 5                | 17               | 22               | 27               | 7                | 0 | 1                    | 1                    | 2                    |                      |                      |
| 2009-2010  | Gamblers de Green Bay    | USHL       | 53  | 6                | 21               | 27               | 35               | 12               | 2 | 6                    | 8                    | 6                    |                      |                      |
| 2010-2011  | St. Cloud State          | WCHA       | 38  | 5                | 18               | 23               | 18               | -                | - | -                    | -                    | -                    |                      |                      |
| 2011-2012  | St. Cloud State          | WCHA       | 39  | 6                | 26               | 32               | 4                | -                | - | -                    | -                    | -                    |                      |                      |
| 2012-2013  | St. Cloud State          | WCHA       | 42  | 4                | 27               | 31               | 14               | -                | - | -                    | -                    | -                    |                      |                      |
| 2013-2014  | Walleye de Toledo        | ECHL       | 3   | 0                | 0                | 0                | 0                | -                | - | -                    | -                    | -                    |                      |                      |
| 2013-2014  | Griffins de Grand Rapids | LAH        | 45  | 0                | 9                | 9                | 8                | 10               | 0 | 1                    | 1                    | 2                    |                      |                      |
| 2014-2015  | Griffins de Grand Rapids | LAH        | 75  | 6                | 21               | 27               | 15               | 16               | 0 | 3                    | 3                    | 4                    |                      |                      |
| 2015-2016  | Griffins de Grand Rapids | LAH        | 75  | 3                | 16               | 19               | 17               | 9                | 0 | 2                    | 2                    | 0                    |                      |                      |
| 2016-2017  | Griffins de Grand Rapids | LAH        | 27  | 1                | 5                | 6                | 6                | -                | - | -                    | -                    | -                    |                      |                      |
| 2016-2017  | Red Wings de Détroit     | LNH        | 49  | 4                | 9                | 13               | 12               | -                | - | -                    | -                    | -                    |                      |                      |
| 2017-2018  | Red Wings de Détroit     | LNH        | 81  | 0                | 15               | 15               | 27               | -                | - | -                    | -                    | -                    |                      |                      |
| 2018-2019  | Red Wings de Détroit     | LNH        | 60  | 2                | 13               | 15               | 17               | -                | - | -                    | -                    | -                    |                      |                      |
| 2018-2019  | Capitals de Washington   | LNH        | 20  | 0                | 5                | 5                | 4                | 7                | 0 | 0                    | 0                    | 2                    |                      |                      |
| 2019-2020  | Capitals de Washington   | LNH        | 68  | 0                | 8                | 8                | 13               | 8                | 0 | 0                    | 0                    | 0                    |                      |                      |
| 2020-2021  | Capitals de Washington   | LNH        | 53  | 2                | 12               | 14               | 14               | 5                | 0 | 0                    | 0                    | 2                    |                      |                      |
| 2021-2022  | Capitals de Washington   | LNH        | 76  | 5                | 16               | 21               | 21               | 6                | 0 | 0                    | 0                    | 4                    |                      |                      |
| 2022-2023  | Capitals de Washington   | LNH        | 77  | 5                | 24               | 29               | 18               | -                | - | -                    | -                    | -                    |                      |                      |
| 2023-2024  | Capitals de Washington   | LNH        | 78  | 1                | 13               | 14               | 10               | 1                | 0 | 0                    | 0                    | 2                    |                      |                      |
| Totaux LNH | Totaux LNH               | Totaux LNH | 562 | 19               | 115              | 134              | 136              | 27               | 0 | 0                    | 0                    | 10                   |                      |                      |

### En équipe nationale
| Année | Équipe     | Compétition          |    | PJ | B | A | Pts | Pun                |  | Résultat |
| 2018  | États-Unis | Championnat du monde | 10 | 1  | 3 | 4 | 0   | Médaille de bronze |  |          |

## Trophées et honneurs personnels
- 2009-2010 :
  - participe au Match des étoiles de l'USHL
  - champion de la Coupe Clark avec les Gamblers de Green Bay
- 2011-2012 : nommé dans la troisième équipe d'étoiles de la WCHA
- 2012-2013 :
  - nommé joueur défensif de l'année de la WCHA
  - nommé dans la première équipe d'étoiles de la WCHA
  - nommé dans la première équipe d'étoiles de la région Ouest de la NCAA